# Кефалос
Кефалос (грец. Κέφαλος) — містечко в Греції. Розташоване на висоті 86 метрів над рівнем моря, в південно-західній частині острова Кос, за 34 км на північний захід від міста Кос і за 13 км на північний захід від міжнародного аеропорту «Гіппократ». Входить до громади Кос у периферії Південні Егейські острови. За результатами перепису населення 2011 року населення Кефалоса становило 2156 осіб.

## Історія
Знахідки в печері Аспрі-Петра (Σπήλαιο Ασπρης Πέτρας) в околицях Кефалоса доводять, що заселення Коса людиною почалося в період неоліту. Поблизу Кефалоса лежать руїни Астіпалеї (дав.-гр. Ἀστυπάλαια), яка до 366 до н. е. була столицею острова. Потім Астіпалея була майже повністю зруйнована, від стародавнього міста збереглися лише руїни. У Кефалосі розташовані дві базиліки Святого Стефана, а також замок госпітальєрів кінця XV — початку XVI століття. Популярний курорт з піщаним мальовничим пляжем і традиційною архітектурою, домінантою міста служить старовинний вітряк.

## Спільнота
Спільноту створено 1948 року (ΦΕΚ 248Α). До спільноти входять чотири населених пункти. За переписом 2011 року населення становить 2638 жителів. Площа 71,388 км2.
| Населений пункт | Населення (2011), осіб |
| --------------- | ---------------------- |
| Камаріон        | 154                    |
| Камбос          | 228                    |
| Кефалос         | 2156                   |
| Онія            | 100                    |

| Рік  | Населення (Кефалос), осіб |
| ---- | ------------------------- |
| 1991 | 2281                      |
| 2001 | 2467                      |
| 2011 | ↘ 2156                    |

## Галерея

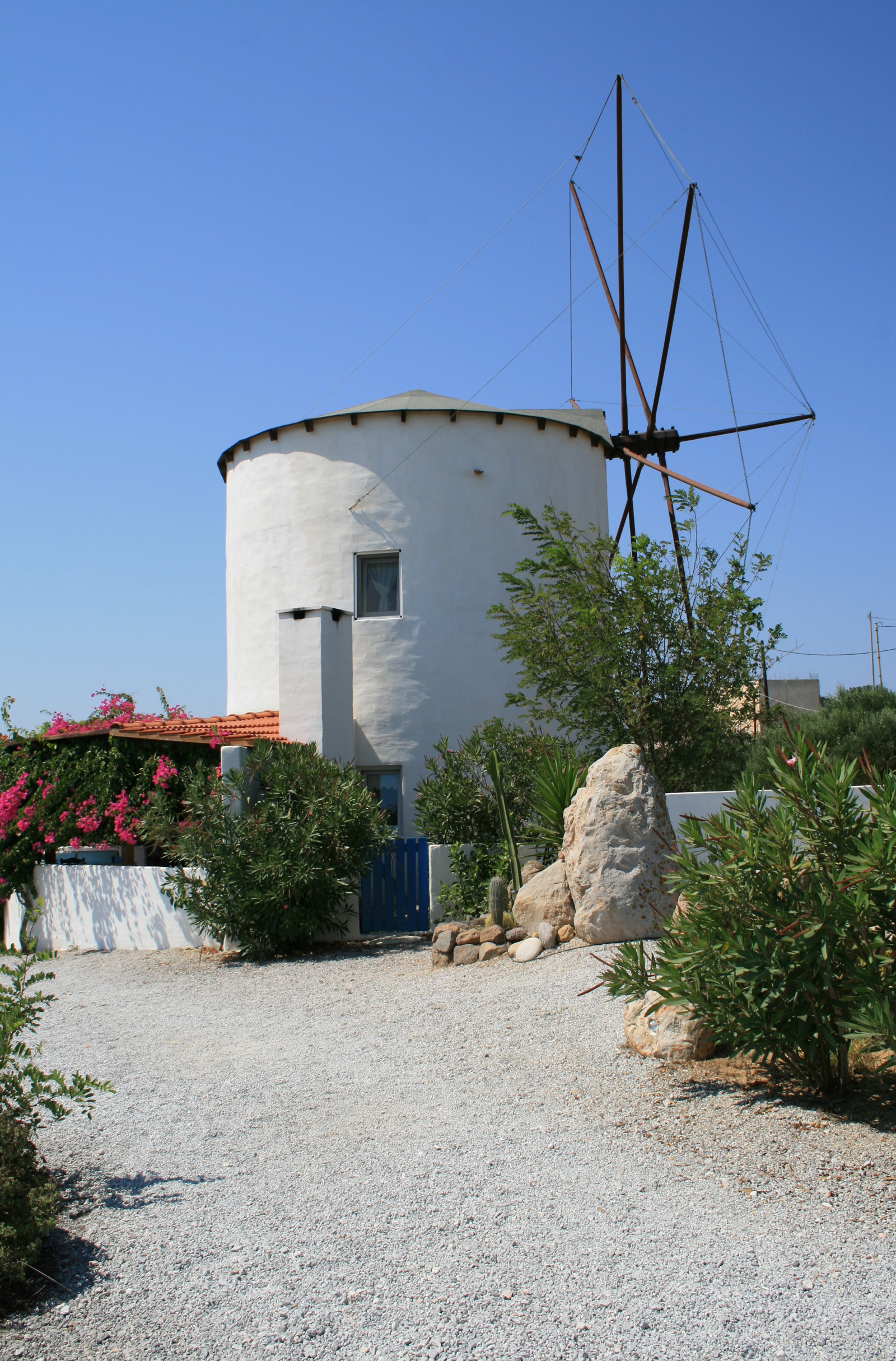
Старовинний вітряк у Кефалосі
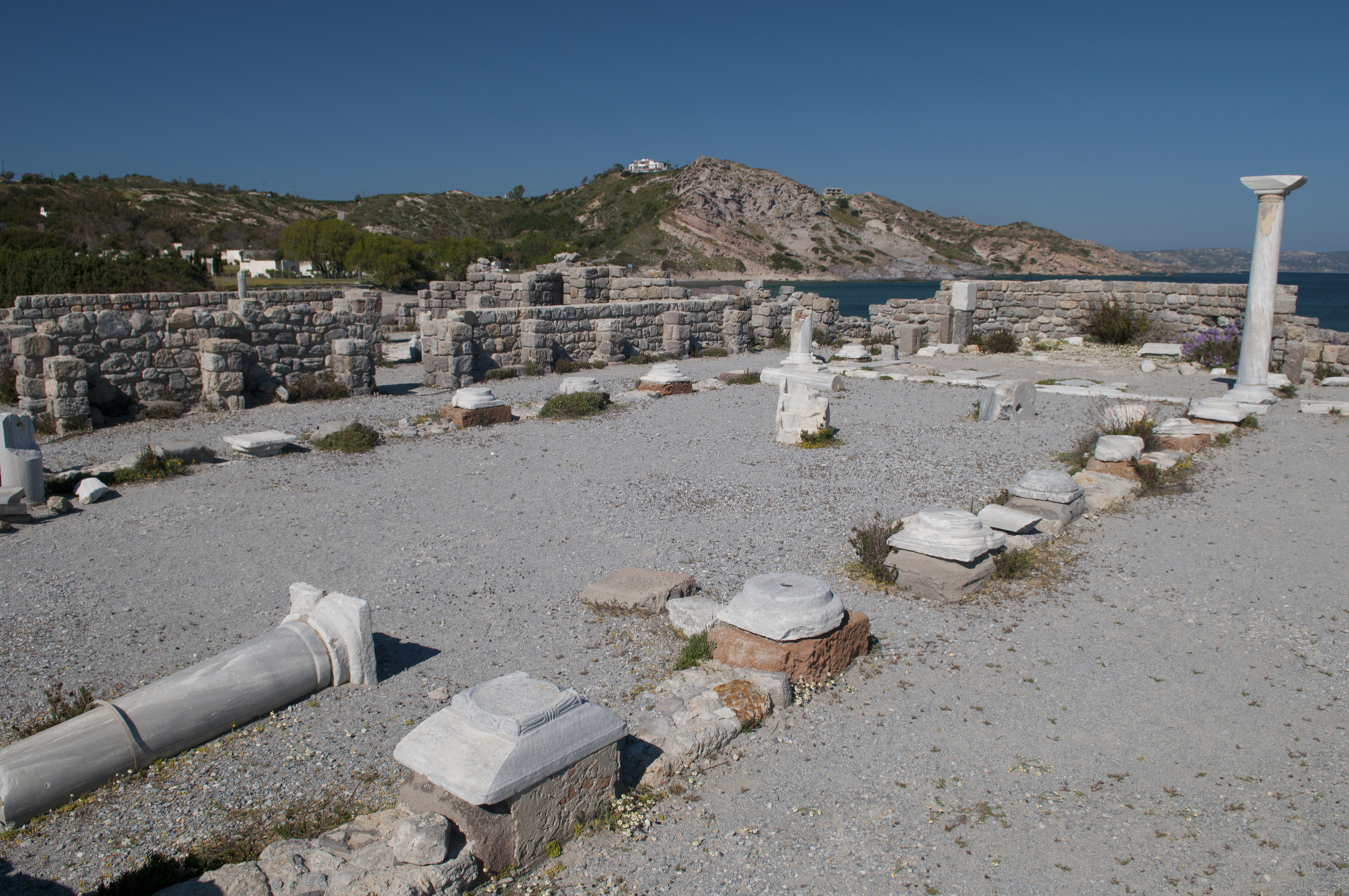
Ранньохристиянська базиліка Святого Стефана